# Hệ phiên âm Latinh Hepburn cho tiếng Nhật
Hệ phiên âm Latinh Hepburn (ヘボン式ローマ字 Hebon-shiki Rōmaji) được đặt tên theo tên của James Curtis Hepburn, người đã dùng hệ này để phiên âm tiếng Nhật thành chữ cái Latinh ở phiên bản thứ 3 từ điển Nhật - Anh của ông, xuất bản năm 1886. Lúc đầu, hệ này được La Mã Tự Hội  (羅馬字会 Rōmajikai)  đề xuất sử dụng vào năm 1885. Sau đó, hệ Hepburn được tu chỉnh và gọi là Shūsei Hebon-shiki Rōmaji (修正ヘボン式ローマ字). Phiên bản tu chỉnh này còn được xem là Hyōjun-shiki Rōmaji (標準式ローマ字) (kiểu chuẩn).
Hệ Hepburn nguyên thủy và tu chỉnh vẫn là các phương pháp ghi âm tiếng Nhật được sử dụng rộng rãi nhất. Vì hệ Hepburn dựa trên âm vị tiếng Anh nên người nói tiếng Anh chưa biết tiếng Nhật vẫn có thể phát âm chính xác từ được phiên âm bằng hệ Hepburn hơn so với từ được phiên âm bằng hệ Kunrei-shiki.

## Tình trạng pháp lý
Vì Hepburn dựa trên âm vị tiếng Anh mà không phải tiếng Nhật nên nó gặp một số phản đối tại Nhật Bản. Cụ thể, vào ngày 21 tháng 9 năm 1937 pháp lệnh của nội các Nhật Bản công bố một hệ thống thay thế mà nay là Kunrei-shiki để làm hệ Latinh hoá chính thức của Nhật Bản cho mọi mục đích. Tuy nhiên, pháp lệnh này bị bãi bỏ trong giai đoạn chiếm đóng Nhật Bản của Bộ chỉ huy tối cao lực lượng Đồng minh. Sau đó, pháp lệnh này (có sửa đổi đôi chút) được tái công bố năm 1954.
Năm 1972, bản Hepburn tu chỉnh được mã hoá thành tiêu chuẩn ANSI Z39.11-1972. Năm 1989 nó được đề xuất làm dự thảo cho ISO 3602, nhưng bị loại thay vì hệ Kunrei-shiki. Do đó, tiêu chuẩn Z39.11-1972 chấm dứt vào ngày 6 tháng 10 năm 1994.
Mặc dù Hepburn không là tiêu chuẩn của chính phủ nhưng một số cơ quan chính phủ bắt buộc sử dụng nó. Bộ ngoại giao yêu cầu sử dụng Hepburn trong hộ chiếu, Bộ đất đai, cơ sở hạ tầng và giao thông vận tải yêu cầu sử dụng Hepburn trên bảng hiệu giao thông, gồm có bảng giao thông đường bộ và đường sắt.
Trong các lĩnh vực khác, mặc dù hệ Hepburn thiếu tình trạng pháp lý, nhưng nó vẫn là tiêu chuẩn trên thực tế. Bảng hiệu và biển thông báo của văn phòng thành phố, đồn cảnh sát, đình, chùa và thắng cảnh vẫn sử dụng hệ này. Báo chí và phương tiện truyền thông đại chúng Anh ngữ dùng dạng Hepburn đơn giản hoá. Các tỉnh và thành phố dùng Hepburn trong thông tin dành cho cư dân và du khách nói tiếng Anh. Ấn bản phẩm Anh ngữ của Bộ ngoại giao Nhật Bản cũng sử dụng Hepburn đơn giản. Hepburn cũng được dùng trong giảng dạy tiếng Nhật cho người nước ngoài.

## Các thể Latinh hoá Hepburn
Có 3 thể Latinh hoá Hepburn chuẩn.
- Thể đầu tiên là Hepburn truyền thống,[1] trong đó ghi âm nguyên âm dài n âm tiết theo các cách khác nhau. Thể này tương ứng với bản thứ 3 (1886) của từ điển Hepburn.[2]
- Thể thứ hai là Hepburn tu chỉnh, bản tu chỉnh của Hepburn truyền thống, trong đó không sử dụng cách ghi âm m thay cho n trước một số phụ âm.
- Thể thứ ba là Hepburn cải biên, trong đó dựa theo Hepburn tu chỉnh để thay đổi thêm Hepburn truyền thống. Thể này thống nhất trong xử lý nguyên âm dài (luôn luôn gấp đôi nguyên âm) và n âm tiết (luôn là n có dấu ngang). Thể này đã được một số từ điển lớn áp dụng (như Pocket Kenkyusha Japanese Dictionary do Oxford University Press xuất bản), nhưng vẫn chủ yếu dành cho các nhà ngôn ngữ học.

Ngay tại Nhật Bản, có 3 thể chính thức bắt buộc sử dụng:
- Tiêu chuẩn đường sắt (鉄道掲示基準規程),[3] trong đó áp dụng m thay cho n âm tiết trước b, m, p. Hãng JR và các hãng đường sắt lớn khác dùng cách này để viết tên trạm xe lửa.
- Tiêu chuẩn Bộ ngoại giao (外務省旅券規定),[4] cho phép dùng "chữ La-tinh phi Hepburn" (非ヘボン式ローマ字 hi-Hebon-shiki rōmaji?) trong tên riêng, nhất là trong hộ chiếu. Cụ thể, cho phép dùng m thay cho n âm tiết trước b, m, p, và Latinh hoá o dài ở bất cứ dạng nào trong các dạng oh, oo hay ou (như bất cứ dạng nào trong các dạng Satoh, Satoo hay Satou đối với 佐藤).
- Tiêu chuẩn Bộ đất đai, cơ sở hạ tầng và giao thông vận tải,[5] trong đó không dùng m thay cho n âm tiết. Cách này dùng cho bảng đường bộ.

### Các thể không còn sử dụng
Cách Latinh hoá trong các bản đầu và thứ hai của từ điển Hepburn chủ yếu chỉ còn mang tính lịch sử. Một số khác biệt giữa hai bản này với bản thứ 3 và các bản sau đó:

#### Bản thứ hai
- エ và ヱ được viết là ye (như: Yedo)
- ズ và ヅ được viết là dzu (như: kudzu, tsudzuku)
- キャ, キョ, và キュ được viết là kiya, kiyo và kiu
- クワ và クワイ được viết là kwa, kwai (như: Kwannon)

#### Bản thứ nhất
Ngoài các khác biệt ở bản thứ hai, bản thứ nhất có một số khác biệt:
- ス được viết là sz
- ツ được viết là tsz
- ズ và ヅ được viết là dz
- クワ và クワイ được viết là kuwa, kuwai

## Đặc điểm hệ phiên âm Latinh Hepburn
Đặc điểm chính của Hepburn là chính tả của nó dựa trên âm vị học tiếng Anh. Do đó, chính tả sẽ được viết sao cho người nói tiếng Anh có thể phát âm được gần đúng nhất, như し được viết là shi thay vì * si.

### Trợ từ
- Khi he へ được dùng làm trợ từ, nó được viết là e.
- Khi ha は được dùng làm trợ từ, nó được viết là wa.
- Khi wo を được dùng làm trợ từ, nó được viết là o (thực tế thì を cũng chỉ có tác dụng duy nhất là trợ từ trong câu, nó không xuất hiện trong mọi từ vựng tiếng Nhật).

### Nguyên âm dài
Trong Hepburn truyền thống và tu chỉnh:
- Nguyên âm dài được biểu thị bằng dấu ngang trên nguyên âm—như o dài được viết là ō.
  - Đối với những từ có nguồn gốc Nhật hay Hoa, nguyên âm dài ei được ngoại lệ viết là ei, cho dù được phát âm là e dài, như trong keizai (kinh tế).
  - Đối với những từ có nguồn gốc Nhật hay Hoa, nguyên âm dài i được viết là ii trong Hepburn tu chỉnh, dù được viết là ī trong Hepburn truyền thống.
  - Đối với những từ có nguồn gốc nước ngoài, mọi nguyên âm dài được biểu thị bằng dấu ngang trên nguyên âm.

Trong Hepburn cải biên:
- Mọi nguyên ân dài được biểu thị bằng cách gấp đôi nguyên âm, như o dài được viết là oo.
  - Cách phối hợp ei được dành cho những trường hợp 2 nguyên âm được phát âm riêng rẽ, như từ Supein (スペイン), nghĩa là "Spain" (Tây Ban Nha).

### Âm tiếtn
Trong Hepburn truyền thống:
- Âm tiết n (ん) được viết là n trước phụ âm, trừ các phụ âm môi là b, m và p thì được viết là m. Đôi khi nó được viết là n- (có dấu nối) trước nguyên âm và y (để tránh nhầm lẫn giữa, thí dụ như. んあ n + a và な na, và んや n + ya và にゃ nya), nhưng cách dùng dấu nối chưa rõ ràng.

Thí dụ: annai あんない, gumma ぐんま
Trong Hepburn tu chỉnh:
- Không dùng m trước phụ âm môi, thay vào đó dùng n. Trước nguyên âm và y, nó được viết là n- (có dấu nối) trước nguyên âm và y.

Thí dụ: annai あんない, kin-en きんえん, gunma ぐんま
Trong Hepburn cải biên:
- Âm tiết n luôn được viết là n có dấu ngang (n̄), tương tự như nguyên âm dài trong Hepburn truyền thống. (Trong phần mềm xử lý văn bản, một số phông chữ đặc biệt có thể hiển thị được cách viết này, như Times Gandhari.) Dấu nối không còn cần trong cách viết này.

Thí dụ: an̄nai あんない, kin̄en̄ きんえん, gun̄ma ぐんま

### Phụ âm kép
- Phụ âm kép được viết bằng cách gấp đôi phụ âm theo sau sokuon, っ, trừ sh → ssh, ch → tch, ts → tts.
  - けっか kekka, さっさと sassato, ずっと zutto, きっぷ kippu
  - ざっし zasshi, いっしょ issho, みっつ mittsu, こっち kotchi (không kocchi), まっちゃ matcha (không maccha)

### Các biến thể
Các biến thể của hệ Hepburn biểu thị các nguyên âm dài ō và ū như sau, lấy "Tokyo" - 東京 (とうきょう) làm thí dụ:
- Tōkyō – được biểu thị bằng dấu ngang. Cách viết này áp dụng quy tắc của các hệ Hepburn truyền thống và tu chỉnh.
- Tokyo – không được biểu thị gì. Đây là cách thường gặp đối với những từ tiếng Nhật đã được chấp nhận trong tiếng Anh.[6][7] Đây cũng là thông lệ được dùng trong Hepburn trên thực tế trong các bảng hiệu và thông tin bằng tiếng Anh ở Nhật.
- Tôkyô – được biểu thị với dấu mũ. Dấu mũ được dùng để biểu thị nguyên âm dài trong các hệ Latinh hoá Nihon-shiki và Kunrei-shiki. Dấu mũ thường được dùng khi phần mềm xử lý văn bản không cho phép dùng dấu ngang. Cùng với sự phổ biến của Unicode, cách dùng này trở nên ít gặp hơn.
- Tohkyoh – được biểu thị với chữ h (chỉ dùng sau o). Đôi khi cách này còn được gọi là "Hepburn hộ chiếu", vì được Bộ ngoại giao Nhật Bản cho phép (nhưng không yêu cầu) cách dùng này trong hộ chiếu.[8]
- Toukyou – được viết theo chính tả kana: ō là ou hay oo (tuỳ theo kana) và ū là uu. Đôi khi cách này còn được gọi là kiểu wāpuro, vì đây là cách văn bản được nhập vào phần mềm xử lý văn bản tiếng Nhật (wādo purosessā – word processor) với bàn phím ký tự Latinh. Phương pháp này biểu thị chính xác nhất cách nguyên âm được viết trong kana, phân biệt giữa おう (như trong とうきょう (東京), được viết là Toukyou trong hệ này) và おお (như trong とおい (遠い), được viết là tooi trong hệ này).
  - Tuy nhiên cách dùng này có thể khiến việc phát âm ou trở nên mơ hồ;[7][9] nó có thể là o dài hay hai nguyên âm riêng biệt, o và u.
- Tookyoo – được viết bằng cách gấp đôi nguyên âm dài. Cách này theo quy tắc của hệ Hepburn cải biên, nhưng cũng thường gặp khi viết các từ có nguồn gốc nước ngoài mà không đối chiếu đến một hệ cụ thể nào, như paatii đối với パーティー ("party") thay vì pātī. Đây cũng là cách dùng trong hình thức Latinh hoá JSL.

## Bảng phiên âm
| Gojūon   | Gojūon    | Gojūon    | Gojūon   | Gojūon     | Yōon          | Yōon          | Yōon          |
| -------- | --------- | --------- | -------- | ---------- | ------------- | ------------- | ------------- |
| あ ア a  | い イ i   | う ウ u   | え エ e  | お オ o    | Yōon          | Yōon          | Yōon          |
|          |           |           |          |            |               |               |               |
| か カ ka | き キ ki  | く ク ku  | け ケ ke | こ コ ko   | きゃ キャ kya | きゅ キュ kyu | きょ キョ kyo |
| さ サ sa | し シ shi | す ス cu  | せ セ se | そ ソ so   | しゃ シャ sha | しゅ シュ shu | しょ ショ sho |
| た タ ta | ち チ chi | つ ツ tsu | て テ te | と ト to   | ちゃ チャ cha | ちゅ チュ chu | ちょ チョ cho |
| な ナ na | に ニ ni  | ぬ ヌ nu  | ね ネ ne | の ノ no   | にゃ ニャ nya | にゅ ニュ nyu | にょ ニョ nyo |
| は ハ ha | ひ ヒ hi  | ふ フ fu  | へ ヘ he | ほ ホ ho   | ひゃ ヒャ hya | ひゅ ヒュ hyu | ひょ ヒョ hyo |
| ま マ ma | み ミ mi  | む ム mu  | め メ me | も モ mo   | みゃ ミャ mya | みゅ ミュ myu | みょ ミョ myo |
| や ヤ ya |           | ゆ ユ yu  |          | よ ヨ yo   |               |               |               |
| ら ラ ra | り リ ri  | る ル ru  | れ レ re | ろ ロ ro   | りゃ リャ rya | りゅ リュ ryu | りょ リョ ryo |
| わ ワ wa | ゐ ヰ i†  |           | ゑ ヱ e† | を ヲ wo‡  |               |               |               |
|          |           |           |          | ん ン n-n' |               |               |               |
|          |           |           |          |            |               |               |               |
| が ガ ga | ぎ ギ gi  | ぐ グ gu  | げ ゲ ge | ご ゴ go   | ぎゃ ギャ gya | ぎゅ ギュ gyu | ぎょ ギョ gyo |
| ざ ザ za | じ ジ ji  | ず ズ zu  | ぜ ゼ ze | ぞ ゾ zo   | じゃ ジャ ja  | じゅ ジュ ju  | じょ ジョ jo  |
| だ ダ da | ぢ ヂ ji  | づ ヅ zu  | で デ de | ど ド do   | ぢゃ ヂャ ja  | ぢゅ ヂュ ju  | ぢょ ヂョ jo  |
| ば バ ba | び ビ bi  | ぶ ブ bu  | べ ベ be | ぼ ボ bo   | びゃ ビャ bya | びゅ ビュ byu | びょ ビョ byo |
| ぱ パ pa | ぴ ピ pi  | ぷ プ pu  | ぺ ペ pe | ぽ ポ po   | ぴゃ ピャ pya | ぴゅ ピュ pyu | ぴょ ピョ pyo |

### Đối với katakana mở rộng
Katakana mở rộng chủ yếu dùng để biểu thị âm trong các từ của ngôn ngữ khác.
Các chữ màu cam thường được dùng cho các từ vay mượn hoặc nơi và tên nước ngoài. Các chữ màu xanh dương được dùng để phiên âm chính xác hơn các âm nước ngoài.
| イァ ya   | イィ yi    | イゥ yu   | イェ ye     | イォ yo   |
| ウァ wa   | ウィ wi    | ウゥ wu   | ウェ we     | ウォ wo   |
| ウャ wya  |            | ウュ wyu  | ウィェ wye  | ウョ wyo  |
| ヴァ va   | ヴィ vi    | ヴ vu     | ヴェ ve     | ヴォ vo   |
| ヴャ vya  |            | ヴュ vyu  | ヴィェ vye  | ヴョ vyo  |
| ウ゚ァ fa   | ウ゚ィ fi    | ウ゚ fu     | ウ゚ェ fe     | ウ゚ォ fo   |
| ウ゚ャ fya  |            | ウ゚ュ fyu  | ウ゚ィェ fye  | ウ゚ョ fyo  |
|           |            |           | キェ kye    |           |
|           |            |           | ギェ gye    |           |
| クァ kwa  | クィ kwi   |           | クェ kwe    | クォ kwo  |
| クヮ kwa  |            |           |             |           |
| グァ gwa  | グィ gwi   |           | グェ gwe    | グォ gwo  |
| グヮ gwa  |            |           |             |           |
| カ゚ nga    | キ゚ ngi     | ク゚ ngu    | ケ゚ nge      | コ゚ ngo    |
| キ゚ャ ngya | ク゚ィ ngwi  | キ゚ュ ngyu | キ゚ェ ngye   | キ゚ョ ngyo |
|           |            |           | シェ she    |           |
|           |            |           | ジェ je     |           |
| スァ ca   |            |           | スェ ce     | スォ co   |
| ズァ za   |            |           | ズェ ze     | ズォ zo   |
|           | スィ ci    | スュ cyu  |             |           |
|           | ズィ zi    | ズュ zyu  |             |           |
|           | セィ si    | ソゥ su   |             |           |
|           | ソィ swi   | セュ syu  |             |           |
|           | ゼィ zi    | ゾゥ zu   |             |           |
|           | ゾィ zwi   | ゼュ zyu  |             |           |
|           |            |           | チェ che    |           |
|           |            |           | ヂェ je     |           |
| ツァ tsa  | ツィ tsi   |           | ツェ tse    | ツォ tso  |
| ツャ tsya |            | ツュ tsyu | ツィェ tsye | ツョ tsyo |
| ヅァ za   | ヅィ zi    |           | ヅェ ze     | ヅォ zo   |
| ヅャ zya  |            | ヅュ zyu  | ヅィェ zye  | ヅョ zyo  |
|           | ティ ti    | トゥ tu   |             |           |
|           | トィ twi   | テュ tyu  |             |           |
|           | ディ di    | ドゥ du   |             |           |
|           | ドィ dwi   | デュ dyu  |             |           |
|           | ヌィ nwi   |           | ニェ nye    |           |
| ナ゙ nha    | 二゙ nhi     | ヌ゙ nhu    | ネ゙ nhe      | ノ゙ nho    |
| ニ゙ャ nhya | ヌ゙ィ nhwi  | ニ゙ュ nhyu | ニ゙ェ nhye   | ニ゙ョ nhyo |
|           | ホィ hwi   |           | ヒェ hye    |           |
|           | ブィ bwi   |           | ビェ bye    |           |
|           | プィ pwi   |           | ピェ pye    |           |
| ファ fa   | フィ fi    |           | フェ fe     | フォ fo   |
| フャ fya  |            | フュ fyu  | フィェ fye  | フョ fyo  |
|           |            | ホゥ hu   |             |           |
|           | ムィ mwi   |           | ミェ mye    |           |
| マ゙ mha    | ミ゙ mhi     | ム゙ mhu    | メ゙ mhe      | モ゙ mho    |
| ミ゙ャ mhya | ム゙ィ mhwi  | ミ゙ュ mhyu | ミ゙ェ mhye   | ミ゙ョ mhyo |
|           | ユィ ywi   |           | ユェ ye     |           |
|           | ユィィ ywi |           | ユィェ ye   |           |
|           | ルィ rwi   |           | リェ rye    |           |
| ラ゙ xa     | リ゙ xi      | ル゙ xu     | レ゙ xe       | ロ゙ xo     |
| リ゙ャ xya  | ル゙ィ xwi   | リ゙ュ xyu  | リ゙ェ xye    | リ゙ョ xyo  |
| ラ゚ la     | リ゚ li      | ル゚ lu     | レ゚ le       | ロ゚ lo     |
| リ゚ャ lya  | ル゚ィ lwi   | リ゚ュ lyu  | リ゚ェ lye    | リ゚ョ lyo  |
| ヷ va     | ヸ vi      |           | ヹ ve       | ヺ vo     |

- † — Các ký tự màu đỏ không còn sử dụng trong tiếng Nhật hiện đại.[13][14]
- ‡ — Ký tự を/ヲ wo nên được viết là o như được phát âm khi nó dùng làm trợ từ trong tiếng Nhật hiện đại.[10][11]